# Нінде
Нінде (кит. спр. 宁德市, піньїнь: Níngdé Shì) — місто-округ в південнокитайській провінції Фуцзянь.

## Географія
Округа Нінде розташовується у північно-східній частині провінції на західному березі Тайванської протоки.

### Клімат
Місто знаходиться у зоні, котра характеризується вологим субтропічним кліматом. Найтепліший місяць — липень із середньою температурою 27.7 °C (81.9 °F). Найхолодніший місяць — січень, із середньою температурою 9.2 °С (48.6 °F).
| Клімат Нінде            | Клімат Нінде | Клімат Нінде | Клімат Нінде | Клімат Нінде | Клімат Нінде | Клімат Нінде | Клімат Нінде | Клімат Нінде | Клімат Нінде | Клімат Нінде | Клімат Нінде | Клімат Нінде | Клімат Нінде |
| Показник                | Січ.         | Лют.         | Бер.         | Квіт.        | Трав.        | Черв.        | Лип.         | Серп.        | Вер.         | Жовт.        | Лист.        | Груд.        | Рік          |
| Середня температура, °C | 9,2          | 9,3          | 12,3         | 17,1         | 21           | 24,3         | 27,7         | 27,3         | 24,7         | 20,7         | 16           | 11,4         | 18,4         |
| Норма опадів, мм        | 50.6         | 85.3         | 138.7        | 165          | 217.8        | 234.9        | 114.8        | 174.6        | 175.6        | 59.5         | 45.4         | 34.1         | 1496.3       |
| Днів з опадами          | 12,5         | 15,1         | 17,9         | 18,4         | 20           | 18,4         | 12,1         | 14,1         | 12,7         | 9,8          | 9,8          | 10,7         | 171,5        |
| Вологість повітря, %    | 74.6         | 79.2         | 80.9         | 81.3         | 82.7         | 84.4         | 78.7         | 78.2         | 77.9         | 74.1         | 72.6         | 72.6         | 78.1         |
| ----------------------- | ------------ | ------------ | ------------ | ------------ | ------------ | ------------ | ------------ | ------------ | ------------ | ------------ | ------------ | ------------ | ------------ |
| Джерело: Weatherbase    |              |              |              |              |              |              |              |              |              |              |              |              |              |

## Адміністративний поділ
Міський округ поділяється на 1 район, 2 міста та 6 повітів:
| Карта                                                             | Карта   | Карта    | Карта            |
| ----------------------------------------------------------------- | ------- | -------- | ---------------- |
| Піннань Гутянь Чжоунін Цзяочен Шоунін Фуань ① Сяпу Фудін ① Чжежун |         |          |                  |
| Статус                                                            | Назва   | Оригінал | Населення (2020) |
| Район                                                             | Цзяочен | 蕉城区   | 623 840          |
| Місто                                                             | Фуань   | 福安市   | 609 779          |
| Місто                                                             | Фудін   | 福鼎市   | 553 132          |
| Повіт                                                             | Гутянь  | 古田县   | 323 771          |
| Повіт                                                             | Сяпу    | 霞浦县   | 475 936          |
| Повіт                                                             | Піннань | 屏南县   | 139 815          |
| Повіт                                                             | Чжежун  | 柘荣县   | 92 989           |
| Повіт                                                             | Чжоунін | 周宁县   | 149 567          |
| Повіт                                                             | Шоунін  | 寿宁县   | 177 960          |